# George Cecil Ballentine
George Cecil Ballentine, britanski general, * 1893, † 1973.